# Neli Garrido de Rodríguez
Neli Garrido de Rodríguez (San Juan, Argentina, 14 de marzo de 1929) es una escritora argentina de literatura infantil y juvenil.

## Biografía
Además fue titiritera, docente y periodista para reconocidos diarios y revistas como: Billiken, Anteojito, El libro gordo de Petete, El Diario, Familia, Nuestros Hijos, Los Andes, Tiempo de Cuyo, entre otros.

## Premios y reconocimientos
Obtuvo numerosos premios a lo largo de su trayectoria, entre ellos Faja de Honor de la SADE por Leyendas Argentinas (1976), 1º Premio de la Cámara Argentina de publicaciones por 100 Cuentos (1994/1995), entre otros. 